# Giustizierato

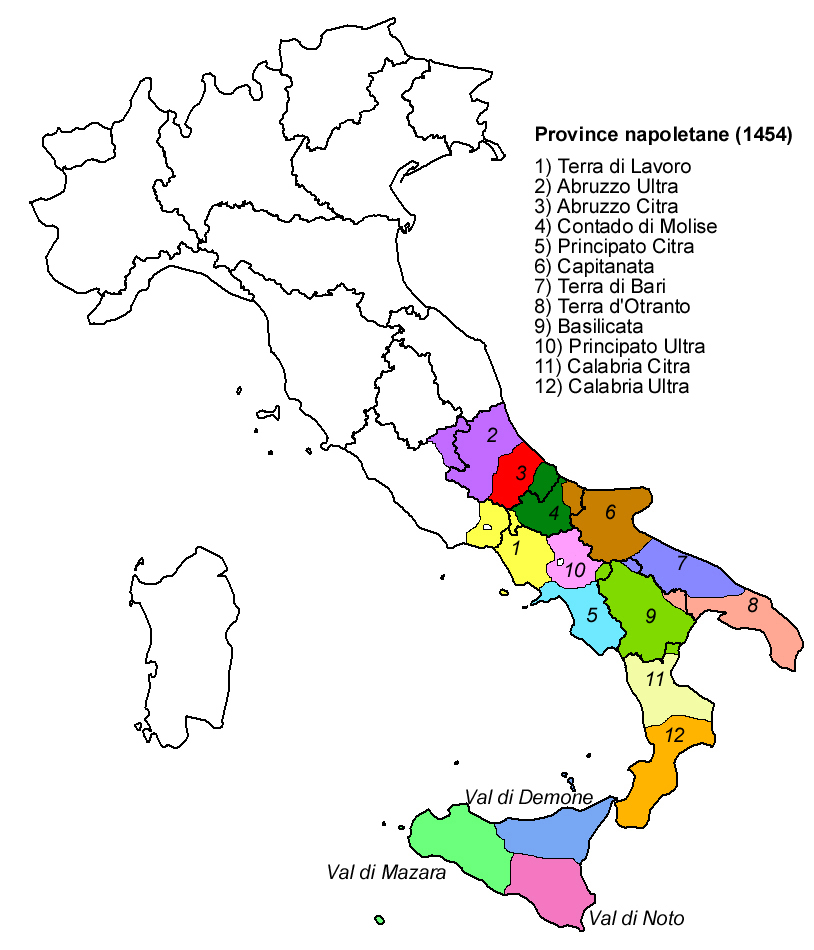
Province napoletane (continent) et valli siciliane en 1454

Un giustizierato (en italien : [dʒustittsjeˈraːto] ; pluriel « giustizierati ») fait référence à un type de subdivision du pays qui a été utilisé par plusieurs anciens États italiens dans la période médiévale.

## Histoire

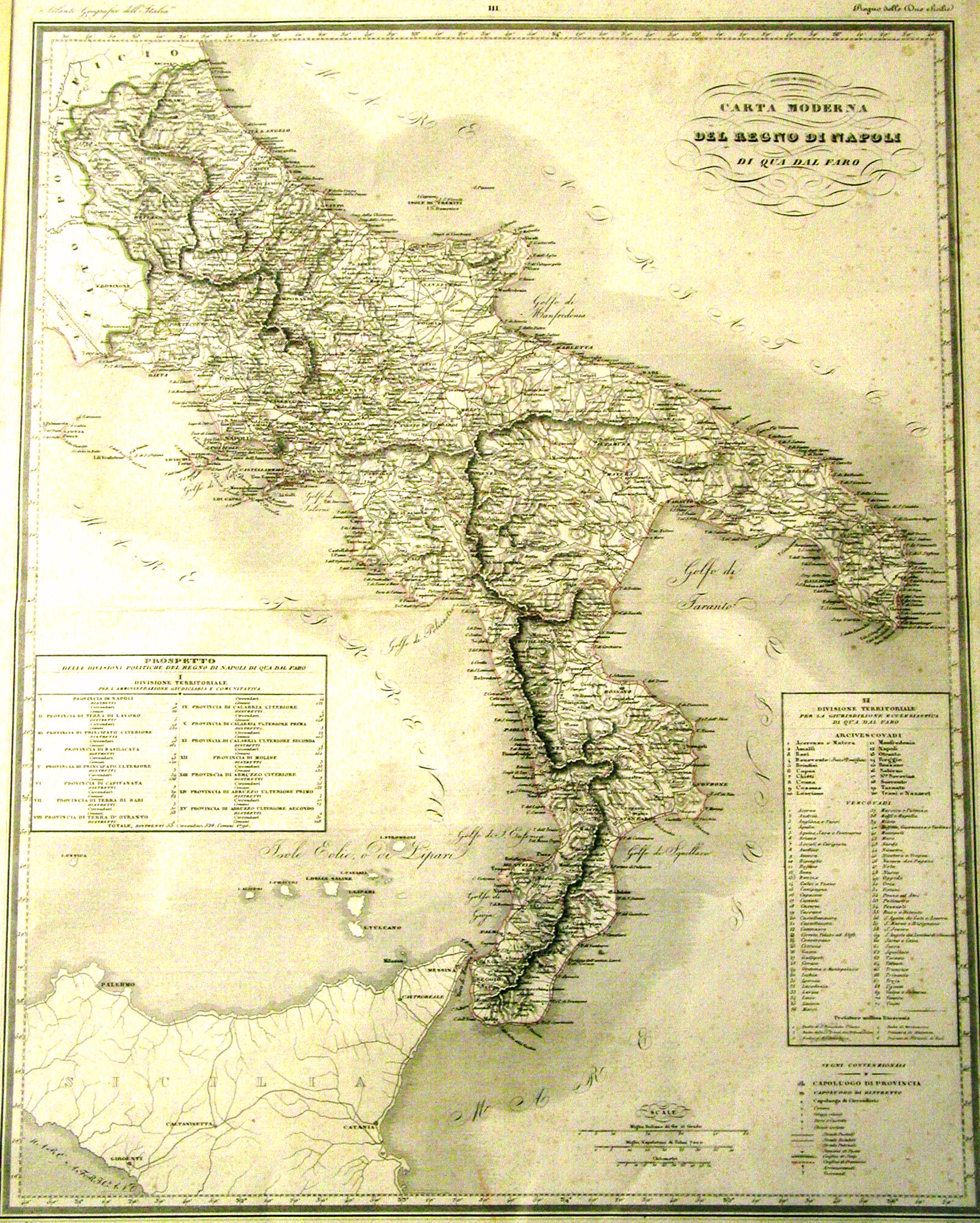
Le royaume de Naples

Dans les années 1230, le royaume de Sicile sous Fréderic II utilise les giustizierati pour diviser le royaume : Abruzzes, Basilicate, Calabre, Capitanate, Principato e Terra Beneventana, Terra di Bari, Terra di Lavoro (y compris les provinces actuelles de Frosinone et Latina), Terra d'Otranto et Valle di Crati e Terra Giordana.
Les onze districts créés par Frédéric IIe au cours du mois d'août 1231 (Constitutions de Melfi) ont été instaurés progressivement. Ainsi, le Giustizierato d'Abruzze (Justitiaratus Aprutii) n'est mis en place qu'en 1233 et son siège établi à Sulmona.
Dans les années 1270, Charles Ier d'Anjou considère que la subdivision des Abruzzes, la partie la plus au nord du Royaume, était trop grande à défendre et à gérer efficacement. Il en décide le partage le 5 octobre 1273 par le diplôme d'Alife, suivant la frontière naturelle délimitée par la rivière Aterno-Pescara, en créant deux giustizierati distincts : Abruzzo Ulteriore (Ultra flumine Piscaria) et Abruzzo Citeriore (Citra flumine Piscaria).
En 1282, à la suite de l'insurrection populaire sicilienne des Vêpres siciliennes et sa conclusion le 31 août 1302 avec le traité de Caltabellotta, la maison d'Anjou perd la partie insulaire du règne et les deux districts siciliens, la capitale étant transférée de Palerme à Naples.
Au cours des années suivantes le Principato e Terra Beneventana et la Calabre sont transformés en deux giustizieriati séparés (un ulteriore et l'autre citeriore) en suivant les frontières délimitées par les rivières Sélé (Silarus) et Neto (Naethus).
L'ère des giustizierati prend fin au moment où la maison espagnole Aragon prend le pouvoir du royaume de Sicile et les giustizierati sont alors tout simplement appelés province (provinces).

## Provinceougiustizieratide Naples
| Giustizierato          | Capitale | Note |
| ---------------------- | --- | --- |
| Abruzze ultérieure     | Aquila | Un seul territoire à l'origine. Alphonse Ve d'Aragon le partage en deux.                                                         |
| Abruzze citérieure     | Chieti | Un seul territoire à l'origine. Alphonse Ve d'Aragon le partage en deux.                                                         |
| Terra di Lavoro        | Capua | |
| Comté de Molise        | Campobasso | |
| Principauté ultérieure | Montefusco | Divisé en deux à partir du Duché de Bénévent.                                                                                    |
| Principauté citérieure | Salerne | Divisé en deux à partir du Duché de Bénévent.                                                                                    |
| Capitanata             | San Severo, Lucera, Foggia | À l'origine, une seule province nommée Apulia ou Puglia. Alphonse I l'a partagée en trois.                                       |
| Terre de Bari          | Bari | À l'origine, une seule province nommée Apulia ou Puglia. Alphonse I l'a partagée en trois.                                       |
| Terre d'Otrante        | Lecce | À l'origine, une seule province nommée Apulia ou Puglia. Alphonse I l'a partagée en trois.                                       |
| Basilicata             | Lauria, Lagonegro, Potenza, Matera (de 1663 à 1806)                                                                                    | |
| Calabre citérieure     | Cosenza | Partagé en deux par Frédéric IIe. Calabria Citra était connue aussi comme « Cratis », et Calabria Ultra comme « Terra Jordana ». |
| Calabre ultérieure     | Reggio (de 1147 à 1443 et de 1465 à 1582), Catanzaro (de 1443 à 1465 et de 1593 à 1806), Monteleone (de 1582 à 1593 et de 1806 à 1816) | Partagé en deux par Frédéric IIe. Calabria Citra était connue aussi comme « Cratis », et Calabria Ultra comme « Terra Jordana ». |

## En Sicile
Deux giustizierati insulaires étaient délimités par le fleuve Salso :
- Sicilia al di qua del Salso
- Sicilia al di là del Salso.

Par la suite, vers la fin du  XVIIe siècle, la Calabre ultérieure et l'Abruzze ultérieure sont partagées chacune en deux nouvelles provinces. En 1807 se forme la province de Naples à partir de la Terre de Labour.